# Maximilian von Pernstein
Maximilian von Pernstein (1575 – Roma, 2 settembre 1593) è stato un nobile e religioso ceco, canonico di Olmütz e cameriere pontificio. Proveniva dalla nobile famiglia boema-morava dei Pernstein.

## Biografia
I suoi genitori erano il Cancelliere Supremo del Regno di Boemia Vratislav von Pernstein e Maria Manrique de Lara (1538–1608). Quando suo padre morì nel 1582, Massimiliano aveva solo sette anni. Poiché era destinato dai suoi genitori alla vita religiosa, visse da ragazzo nella fattoria del vescovo di Olomouc Stanislaus Pavlovský von Pavlovitz. Già nel 1585 si rivolse al papa con la richiesta di trasferire l'allora decenne Massimiliano al canonicato di Olomouc. Nel marzo 1589 Massimiliano fu affidato al Collegio dei Gesuiti a Roma, dove avrebbe proseguito gli studi teologici superiori. Nel 1590 il papa gli conferì il canonicato di Olomouc che aveva richiesto. 
Sostenitore di Massimiliano fu anche papa Clemente VIII, eletto nel 1592, che lo inviò in missione diplomatica presso il re Sigismondo III di Polonia. Massimiliano gli avrebbe portato la benedizione del papa per l'acquisizione della corona di Svezia. Dopo il suo ritorno, il papa confermò il suo beneficio ecclesiastico di Olomouc e allo stesso tempo lo nominò cameriere pontificio. Con la promozione, Massimiliano doveva probabilmente essere indicato come possibile candidato alla successione al vescovato di Olomouc. Ciò non accadde mai, poiché Massimiliano, che aveva solo diciotto anni, morì improvvisamente a Roma all'inizio di settembre 1593.
Il corpo di Massimiliano fu sepolto nella Basilica di Santa Maria Maggiore. L'epitaffio marmoreo con il busto di Massimiliano voluto dalla madre e lo stemma della famiglia Pernstein, composto da marmi bianchi e neri, si trova a destra dell'ingresso principale.

## Ascendenza
|                                  |                                   |                             | Genitori |  |  | Nonni                    |  |  | Bisnonni                  |  |
|                                  |                                   |                             |          |  |  | Giovanni IV di Pernstein |  |  | Guglielmo II di Pernstein |  |
|                                  |                                   |                             |          |  |  | Giovanni IV di Pernstein |  |  | Guglielmo II di Pernstein |  |
|                                  |                                   | Giovanna di Liblitz         |          |  |  | Giovanni IV di Pernstein |  |  |                           |  |
| Vratislav von Pernstein          |                                   |                             |          |  |  | Giovanni IV di Pernstein |  |  |                           |  |
|                                  |                                   | Hedwig von Schellenberg     | …        |  |  |                          |  |  |                           |  |
|                                  |                                   | Hedwig von Schellenberg     | …        |  |  |                          |  |  |                           |  |
|                                  |                                   | Hedwig von Schellenberg     | …        |  |  |                          |  |  |                           |  |
| Maximilian von Pernstein         |                                   | Hedwig von Schellenberg     |          |  |  |                          |  |  |                           |  |
|                                  | García Manrique de Lara y Mendoza | …                           |          |  |  |                          |  |  |                           |  |
|                                  | García Manrique de Lara y Mendoza | …                           |          |  |  |                          |  |  |                           |  |
|                                  | García Manrique de Lara y Mendoza | …                           |          |  |  |                          |  |  |                           |  |
| Maria Manrique de Lara y Mendoza | García Manrique de Lara y Mendoza |                             |          |  |  |                          |  |  |                           |  |
|                                  |                                   | Isabel de Briceño y Arévalo | …        |  |  |                          |  |  |                           |  |
|                                  |                                   | Isabel de Briceño y Arévalo | …        |  |  |                          |  |  |                           |  |
|                                  |                                   | Isabel de Briceño y Arévalo | …        |  |  |                          |  |  |                           |  |
|                                  |                                   | Isabel de Briceño y Arévalo |          |  |  |                          |  |  |                           |  |